# Дерен (сомон)
Дерен (монг. Дэрэн) — сомон у Середньо-Гобійському аймаці Монголії.
Площа — 3 624 км², населення — 2,6 тис. чол., центр — селище Цант, розташоване на відстані 68 км від міста Мандалговь та 210 км від Улан-Батора.

## Рельєф
Гори: Держ овоо (1494 м), Модонгийн зоо (1577 м) та ін. Озера: Давст, Тухум, Зуун та ін.

## Клімат
Різкоконтинентальний клімат. Середня температура січня −18 градусів, липня +19 градусів, щорічна норма опадів — 180 мм.

## Економіка
Є родовища кам'яного вугілля, вапняку.

## Тваринний світ
Водяться корсаки, лисиці, вовки, дикі кішки-манули.

## Соціальна сфера
Школа, лікарня, торговельно-культурні центри.